# Erkki Kataja
Erkki Kataja (Finlandia, 19 de junio de 1924-27 de abril de 1969) fue un atleta finlandés, especialista en la prueba de salto con pértiga en la que llegó a ser subcampeón olímpico en 1948.

## Carrera deportiva
En los JJ. OO. de Londres 1948 ganó la medalla de plata en el salto con pértiga, con un salto por encima de 4.20 metros, siendo superado por el estadounidense Guinn Smith (oro con 4.30 m) y por delante de otro estadounidense Robert Richards (bronce también con 4.20 m pero en más intentos).